# Umm al-Izam (Hims)
Umm al-Izam (arab. أم العظام) – miejscowość w Syrii, w muhafazie Hims. W 2004 roku liczyła 1930 mieszkańców.